# Ячмінна крупа

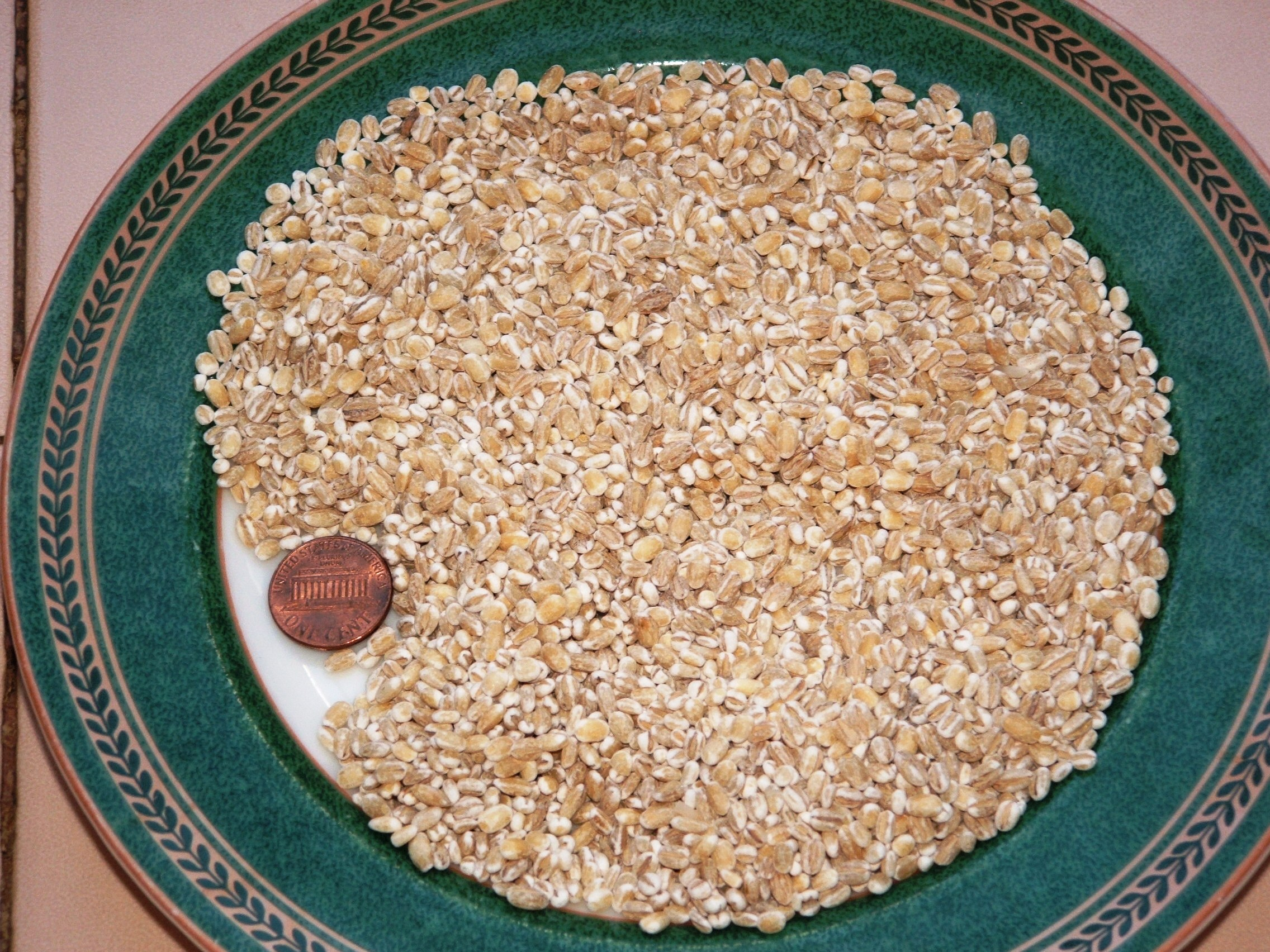
Перлова крупа

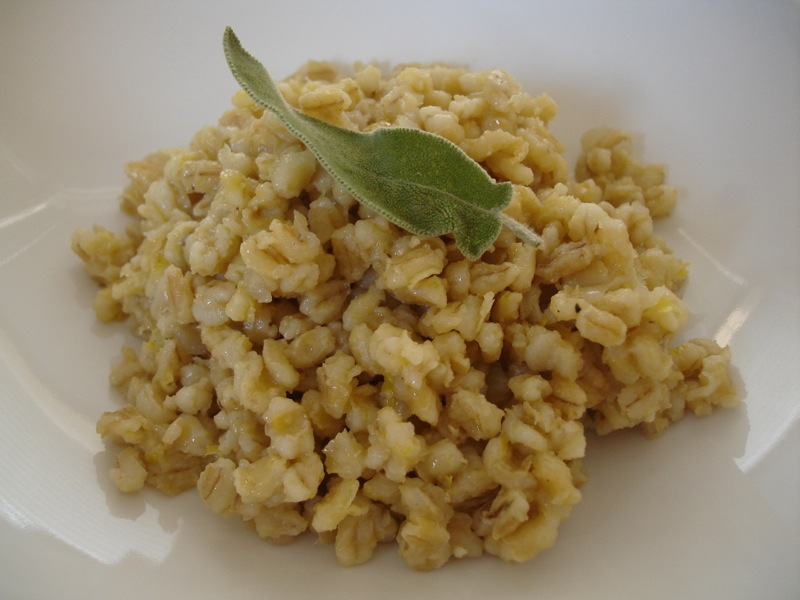
Перлова каша

Ячмі́нна крупа́  — крупа, яка виробляється з ячменю (рослина родини злакових). Існує кілька різновидів:
- Перлова крупа (перлівка, перловка) — ціле зерно, яке пройшло первинне прокатування, з якого зняті, в основному, висівки. Використовується для каш, супів, начинок.
- Ячна крупа (ячка) — дрібно рубана (як манка) крупа.
- Голландка — ціле зерно, скатане до кульки, повністю звільнене від висівок. Швидко вариться, каша з нього виходить ніжнішої консистенції, ніж із перлівки.

## Види ячмінних круп
Згідно з ГОСТ 5784-60 «Крупа ячмінна» і ДСТУ 1055:2006 «Крупи, що швидко розварюються», ячмінні групи бувають двох видів:
- Перлова крупа — шліфована і полірована, жовтого кольору різних відтінків, готовність страви до споживання не більше ніж 30 хв.
- Ячна крупа — дроблена і шліфована, кольорів від білого до світло-кремового різних відтінків, готовність страви до споживання не більше ніж 20 хв.

ГОСТ 5784-60 передбачає 5 номерів перлової крупи (№ 1–2 — видовженої форми, № 3–5 — кулястої форми) і 3 номери ячної крупи (№ 1–3). ДСТУ 1055:2006 каже, що для приготування страв мають використовуватись, в основному, перлова крупа № 1–2 і ячна крупа № 1 (ті, що мають найбільший розмір і ретельніше контролюються на недодир), але також «можна використовувати інші види сировини, дозволені центральним органом виконавчої влади у сфері охорони здоров’я України, згідно з чинними нормативними документами».

## Харчова цінність та хімічний склад на 100 гр. продукту[1][2]

### Харчова цінність
- Калорійність — 315 кКал
- Білки — 9,3 гр
- Жири — 1,1 гр
- Вуглеводи — 66,9 гр
- Харчові волокна — 7,8 гр
- Вода 14 гр
- Моно- і дисахариди — 0,9 гр
- Крохмаль — 65,7 гр
- Зола — 0,9 гр
- Насичені жирні кислоти — 0,49 гр

### Вітаміни
- E — 3,7 мг
- PP (B3) — нікотинамід — 2 мг
- PP (B3) — ніациновий еквівалент — 3,7 мг
- B1 (тиамін) — 0,12 мг
- B2 (рибофлавін) — 0,06 мг
- B5 (пантотенова кислота) — 0,5 мг
- B6 (піридоксин) — 0,36 мг
- B9 (фолієва кислота) — 24 мкг

### Макроелементи
- Кальцій — 38 мг
- Магній — 40 мг
- Натрій — 10 мг
- Калій — 172 мг
- Фосфор- 323 мг
- Сірка — 77 мг

### Мікроелементи
- Залізо — 1,8 мг
- Цинк — 0,92 мг
- Мідь — 280 мкг
- Марганець — 0,65 мг
- Хром — 12,5 мкг
- Фтор — 60 мкг
- Молібден — 12,7 мкг
- Магній — 40 мг
- Кобальт — 1,8 мкг
- Нікель — 20 мкг
- Титан — 16,7 мкг